# Volksdorf (metrostation)
Volksdorf is een metrostation in het stadsdeel Volksdorf van de Duitse stad Hamburg. Het station werd geopend op 6 september 1920 en wordt bediend door lijn U1 van de metro van Hamburg.